# Tian Jia
Tian Jia (Chinês: 田佳; pinyin: Tián Jia; Tianjin, 9 de fevereiro de 1981) é uma voleibolista de praia chinesa.
Tian participou de três edições de Jogos Olímpicos. Seu melhor resultado foi em Pequim 2008, onde, competindo em casa, conquistou a medalha de prata ao lado de Wang Jie. Anteriormente participou dos Jogos Olímpicos de 2000, em Sydney, ao lado de Zhang Jingkun, e quatro anos depois esteve nos Jogos de Atenas, com Wang Fei.